# Nissan Cima
Der Nissan Cima ist ein zwischen 1988 und 2022 vom japanischen Automobilhersteller Nissan produziertes Modell der Oberklasse mit Hinterradantrieb (ab 1992 optional Allradantrieb). Ursprünglich handelte es sich beim Cima um eine längere und breitere Variante des Nissan Cedric/Gloria, später erhielt er eine eigene Plattform.

## Nissan Cima FY31 (1988–1991)

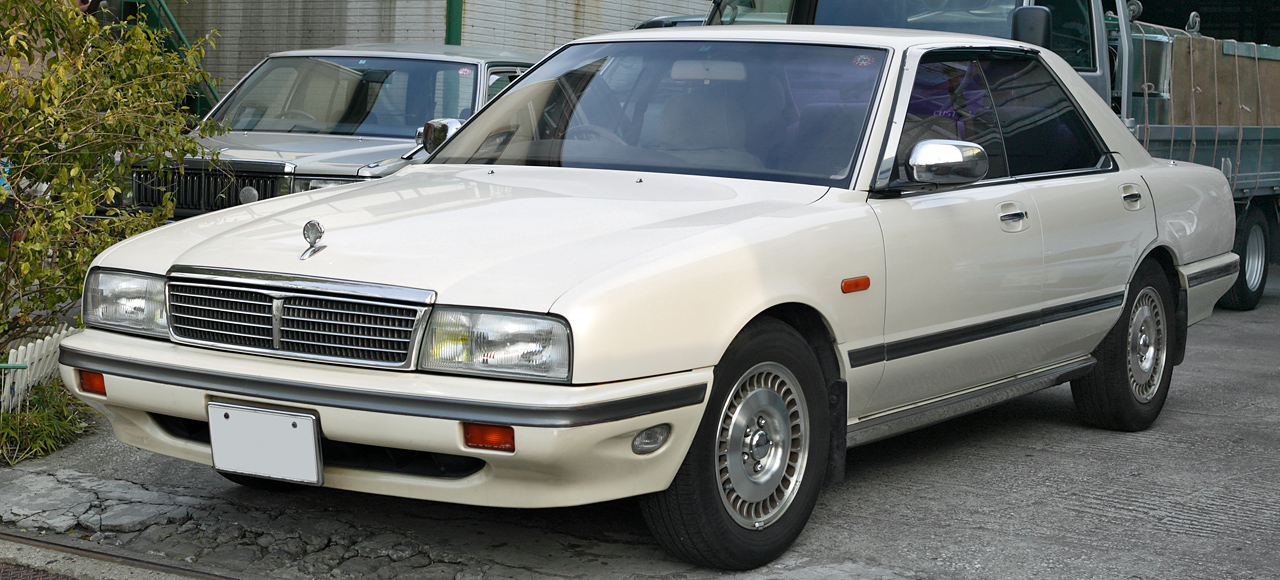
Nissan Cima

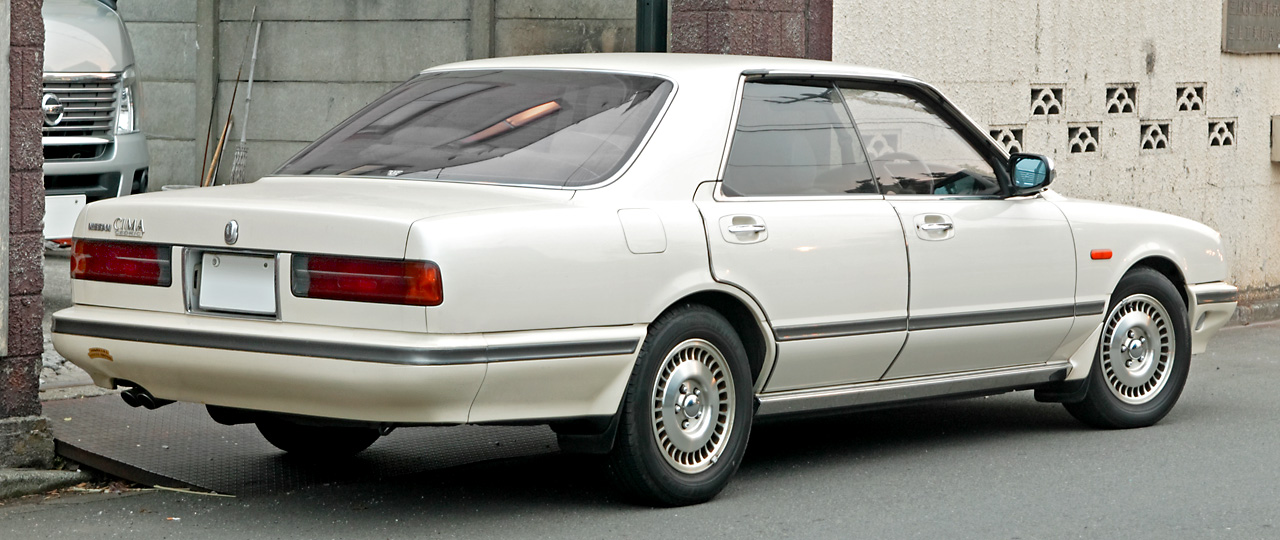
Nissan Cima

Bis 1989 waren in Japan aus steuerlichen Gründen Obergrenzen von 4700 mm Länge, 1695 mm Breite und zwei Liter Hubraum bei Mittelklassemodellen üblich. Sowohl Nissan Cedric und Gloria als auch deren Erzrivale Toyota Crown hielten sich exakt an diese Maße. Als Gerüchte die Runde machten, Toyota entwickle ein längeres und breiteres, auf dem Crown basierendes Modell (den späteren Toyota Crown Majesta), handelte Nissan und stellte im Januar 1988, ein halbes Jahr nach dem neuen Cedric/Gloria Y31, den auf dieser Mittelklasse-Modellreihe aufbauenden, aber größeren und stilistisch überarbeiteten Cima vor.
Den Cima der Baureihe FY31 gab es mit einem 149 kW (200 PS) starken Dreiliter-V6 (Typ VG30DE) oder einer turbogeladenen Version dieses Triebwerks (VG30DET) mit 190 kW (255 PS). Die Turboversion war in Japan besonders beliebt.

## Nissan Cima FY32 (1991–1996)

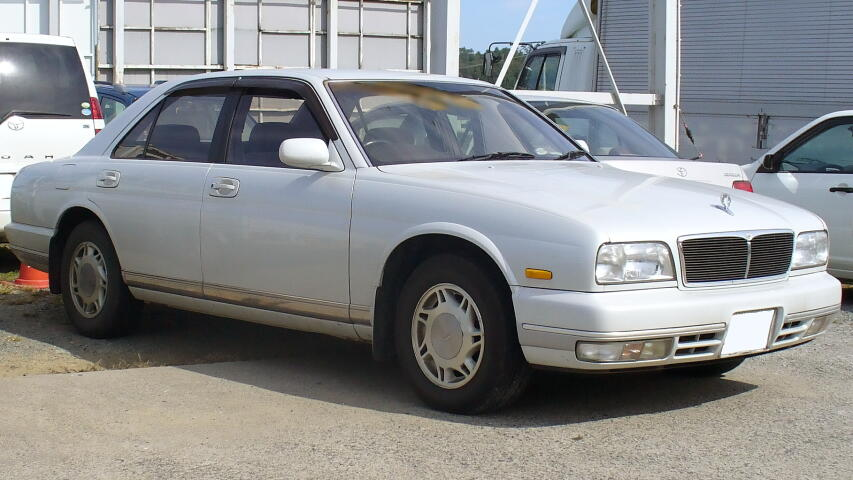
Nissan Cima FY32

Zwei Monate nach Einführung von Cedric/Gloria Y32 folgte im August 1991 der Cima der zweiten Generation (Typ FY32). Der Name wurde auf Cima verkürzt, der Beiname Gloria entfiel. Das Design verzichtete auf die sportlichen Anklänge der ersten Generation.
Angetrieben wurde der FY32 von einem 4,1 Liter großen V8-Motor (Typ VH41DE), einer kurzhubigeren Version des V8 aus dem Nissan President/Infiniti Q45 (Typ VH45DE), mit 198 kW (270 PS). Alternativ stand weiterhin der turbogeladene Dreiliter-V6 im Angebot.
1991 wurde ein hydraulisches, computergestütztes aktives Fahrwerk eingeführt: Full-Active Suspension. (ähnlich wie Active Body Control)
Ab Herbst 1992 war der Cima auch mit Allradantrieb und Allradlenkung (High Capacity Actively Controlled Steering – HICAS) erhältlich.
| Nissan Cima                                | 3.0 Turbo                                                         | V8                                                                |
| ------------------------------------------ | ----------------------------------------------------------------- | ----------------------------------------------------------------- |
| Motor:                                     | 6-Zylinder-V-Motor (Viertakt) Gabelwinkel 60°                     | 8-Zylinder-V-Motor (Viertakt) Gabelwinkel 90°                     |
| Hubraum:                                   | 2960 cm³                                                          | 4130 cm³                                                          |
| Bohrung × Hub:                             | 87 × 83 mm                                                        | 93 × 76 mm                                                        |
| Leistung bei 1/min:                        | 187 kW (255 PS) bei 6000                                          | 198 kW (270 PS) bei 6000                                          |
| Max. Drehmoment bei 1/min:                 | 343 Nm bei 3200                                                   | 371 Nm bei 4400                                                   |
| Verdichtung:                               | 8,5:1                                                             | 10,5:1                                                            |
| Gemischaufbereitung:                       | Elektronische Einspritzung, Turbolader                            | Elektr. Einspritzung                                              |
| Ventilsteuerung:                           | 2 × DOHC, Zahnriemen, 4 Ventile pro Zylinder                      | 2 × DOHC, Kette, 4 Ventile pro Zylinder                           |
| Kühlung:                                   | Wasserkühlung                                                     | Wasserkühlung                                                     |
| Getriebe:                                  | Viergangautomatik Hinterradantrieb a.w. permanenter Allradantrieb | Viergangautomatik Hinterradantrieb a.w. permanenter Allradantrieb |
| Radaufhängung vorn:                        | Querlenker mit Zugstreben, Schraubenfedern                        | Querlenker mit Zugstreben, Schraubenfedern                        |
| Radaufhängung hinten:                      | Querlenker oben, Dreiecklenker unten, Schraubenfedern             | Querlenker oben, Dreiecklenker unten, Schraubenfedern             |
| Bremsen:                                   | Innenbelüftete Scheibenbremsen rundum, Bremskraftverstärker, ABS  | Innenbelüftete Scheibenbremsen rundum, Bremskraftverstärker, ABS  |
| Lenkung:                                   | Zahnstangenlenkung, servounterstützt                              | Zahnstangenlenkung, servounterstützt                              |
| Karosserie:                                | Stahlblech, selbsttragend                                         | Stahlblech, selbsttragend                                         |
| Spurweite vorn/hinten:                     | 1500/1495–1500 mm                                                 | 1500/1495–1500 mm                                                 |
| Radstand:                                  | 2815 mm                                                           | 2815 mm                                                           |
| Abmessungen:                               | 4945 × 1780 × 1420–1450 mm                                        | 4945 × 1780 × 1420–1450 mm                                        |
| Leergewicht:                               | 1640 kg                                                           | 1690–1830 kg                                                      |
| Höchstgeschwindigkeit (Redaktionsangaben): | ca. 225 km/h                                                      | ca. 230 km/h                                                      |
| 0–100 km/h:                                | n. a.                                                             | n. a.                                                             |
| Verbrauch (Liter/100 Kilometer):           | ca. 12–20 S                                                       | ca. 10–17 S                                                       |

## Nissan Cima FY33 (1996–2001)

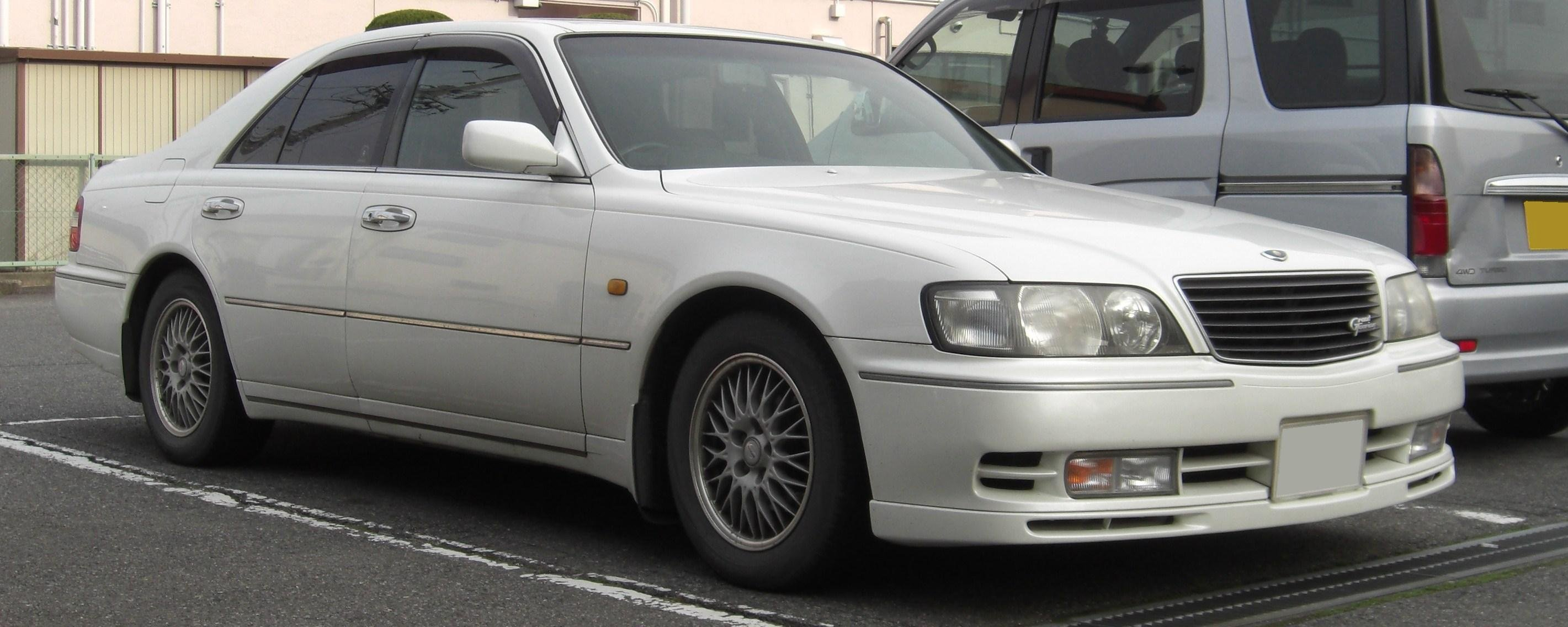
Nissan Cima FY33

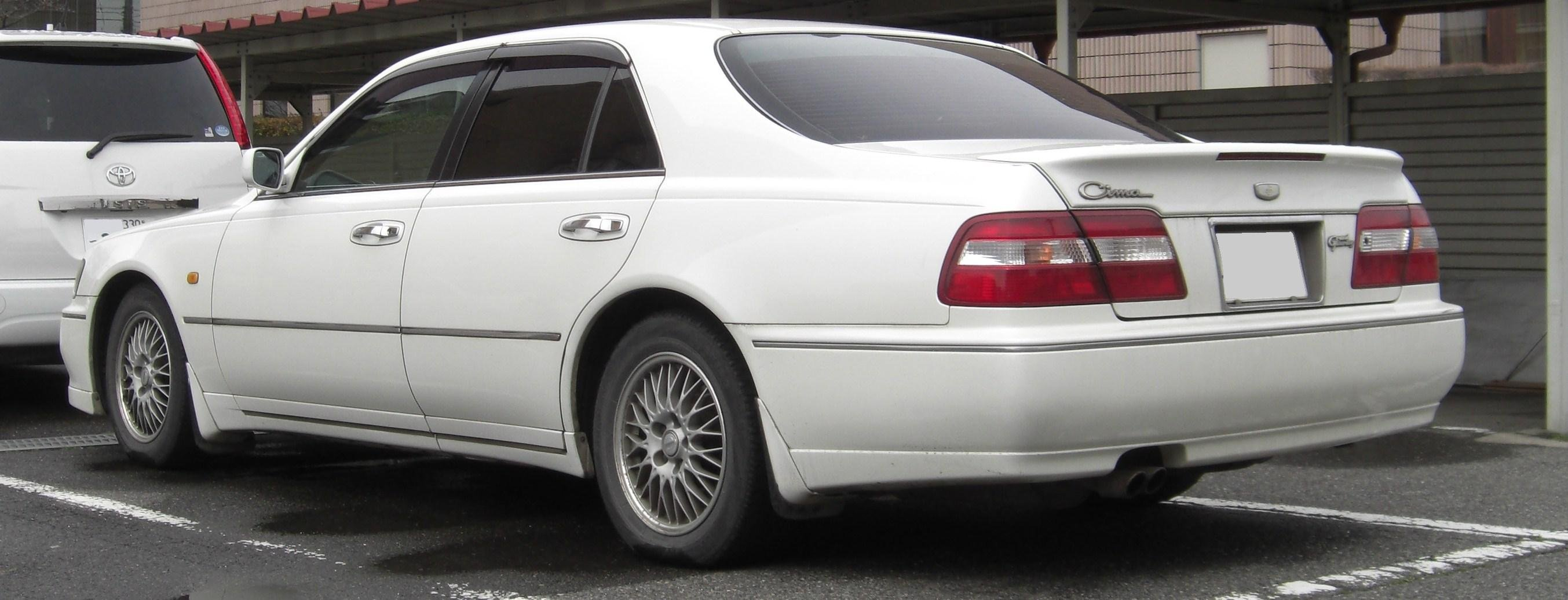
Nissan Cima FY33

Der Cima der dritten Generation debütierte im Juni 1996 und erhielt eine ganz neue Karosserie. In den USA unter der  Bezeichnung Infiniti Q45. 1998 wurde ein Infrarot-Abstandsregeltempomat als Option eingeführt.
| Nissan Cima                                | 3.0 Turbo                                                                               | V8                                                                                      |
| ------------------------------------------ | --------------------------------------------------------------------------------------- | --------------------------------------------------------------------------------------- |
| Motor:                                     | 6-Zylinder-V-Motor (Viertakt) Gabelwinkel 60°                                           | 8-Zylinder-V-Motor (Viertakt) Gabelwinkel 90°                                           |
| Hubraum:                                   | 2988 cm³                                                                                | 4130 cm³                                                                                |
| Bohrung × Hub:                             | 93 × 73,3 mm                                                                            | 93 × 76 mm                                                                              |
| Leistung bei 1/min:                        | 198 kW (271 PS) bei 6000                                                                | 198 kW (271 PS) bei 6000                                                                |
| Max. Drehmoment bei 1/min:                 | 368 Nm bei 3600                                                                         | 371 Nm bei 4400                                                                         |
| Verdichtung:                               | 9,0:1                                                                                   | 10,5:1                                                                                  |
| Gemischaufbereitung:                       | Elektronische Einspritzung, Turbolader                                                  | Elektr. Einspritzung                                                                    |
| Ventilsteuerung:                           | 2 × DOHC, Kette, 4 Ventile pro Zylinder                                                 | 2 × DOHC, Kette, 4 Ventile pro Zylinder                                                 |
| Kühlung:                                   | Wasserkühlung                                                                           | Wasserkühlung                                                                           |
| Getriebe:                                  | Viergangautomatik Hinterradantrieb a.w. permanenter Allradantrieb                       | Viergangautomatik Hinterradantrieb a.w. permanenter Allradantrieb                       |
| Radaufhängung vorn:                        | Querlenker mit Zugstreben, Schraubenfedern, Stabilisator, elektronische Dämpferregelung | Querlenker mit Zugstreben, Schraubenfedern, Stabilisator, elektronische Dämpferregelung |
| Radaufhängung hinten:                      | Mehrlenkerachse, Schraubenfedern, Stabilisator, elektronische Dämpferregelung           | Mehrlenkerachse, Schraubenfedern, Stabilisator, elektronische Dämpferregelung           |
| Bremsen:                                   | Innenbelüftete Scheibenbremsen rundum, Bremskraftverstärker, ABS                        | Innenbelüftete Scheibenbremsen rundum, Bremskraftverstärker, ABS                        |
| Lenkung:                                   | Zahnstangenlenkung, servounterstützt                                                    | Zahnstangenlenkung, servounterstützt                                                    |
| Karosserie:                                | Stahlblech, selbsttragend, vorderer und hinterer Hilfsrahmen                            | Stahlblech, selbsttragend, vorderer und hinterer Hilfsrahmen                            |
| Spurweite vorn/hinten:                     | 1540/1540 mm                                                                            | 1540/1540 mm                                                                            |
| Radstand:                                  | 2830 mm                                                                                 | 2830 mm                                                                                 |
| Abmessungen:                               | 4970 × 1820 × 1450 mm                                                                   | 4970 × 1820 × 1450 mm                                                                   |
| Leergewicht:                               | 1620 kg                                                                                 | 1710 kg                                                                                 |
| Höchstgeschwindigkeit (Redaktionsangaben): | ca. 230 km/h                                                                            | ca. 230 km/h                                                                            |
| 0–100 km/h:                                | n. a.                                                                                   | n. a.                                                                                   |
| Verbrauch (Liter/100 Kilometer):           | ca. 8–13 S                                                                              | ca. 9–15 S                                                                              |

## Nissan Cima F50 (2001–2010)

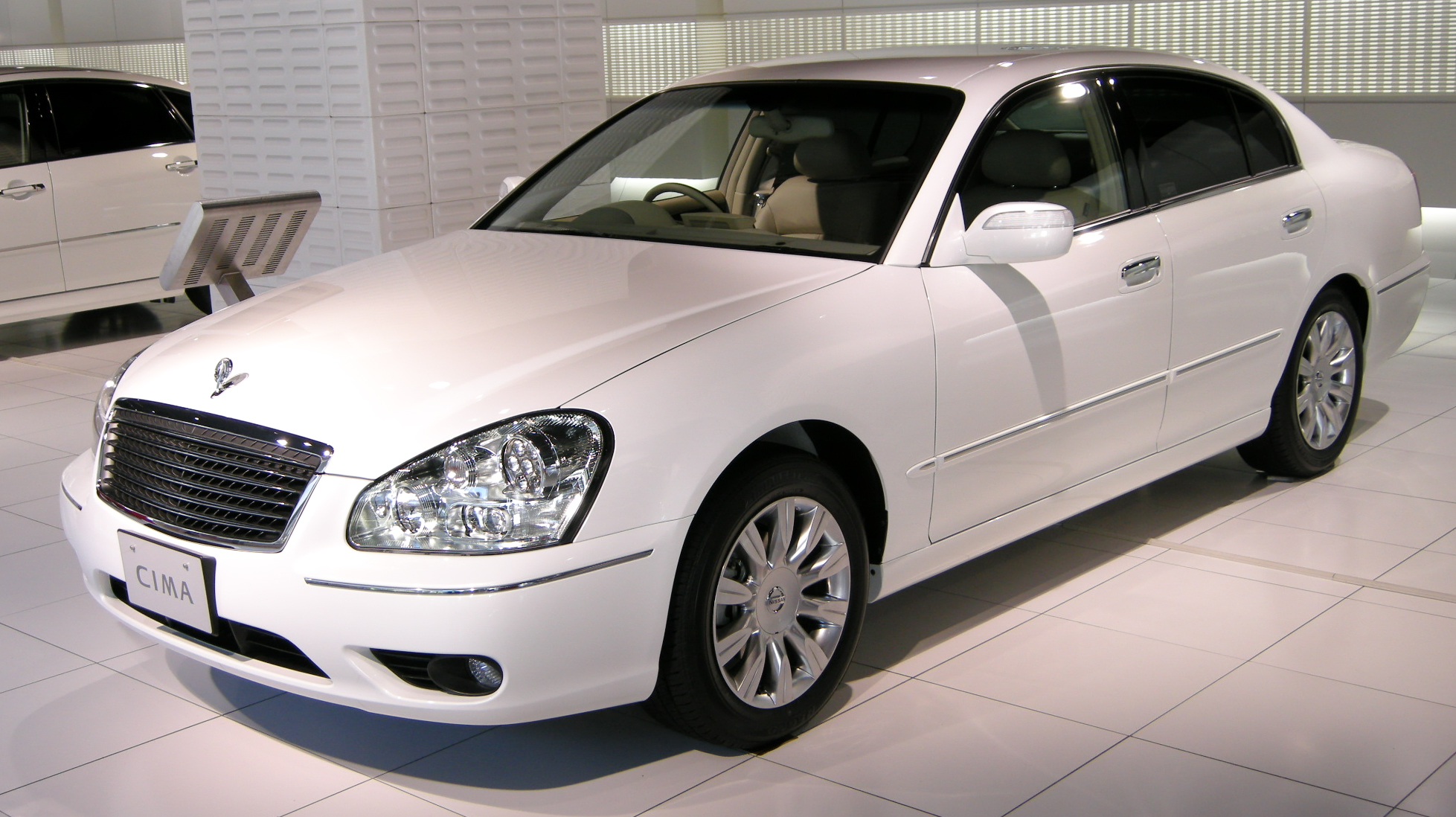
Nissan Cima F50

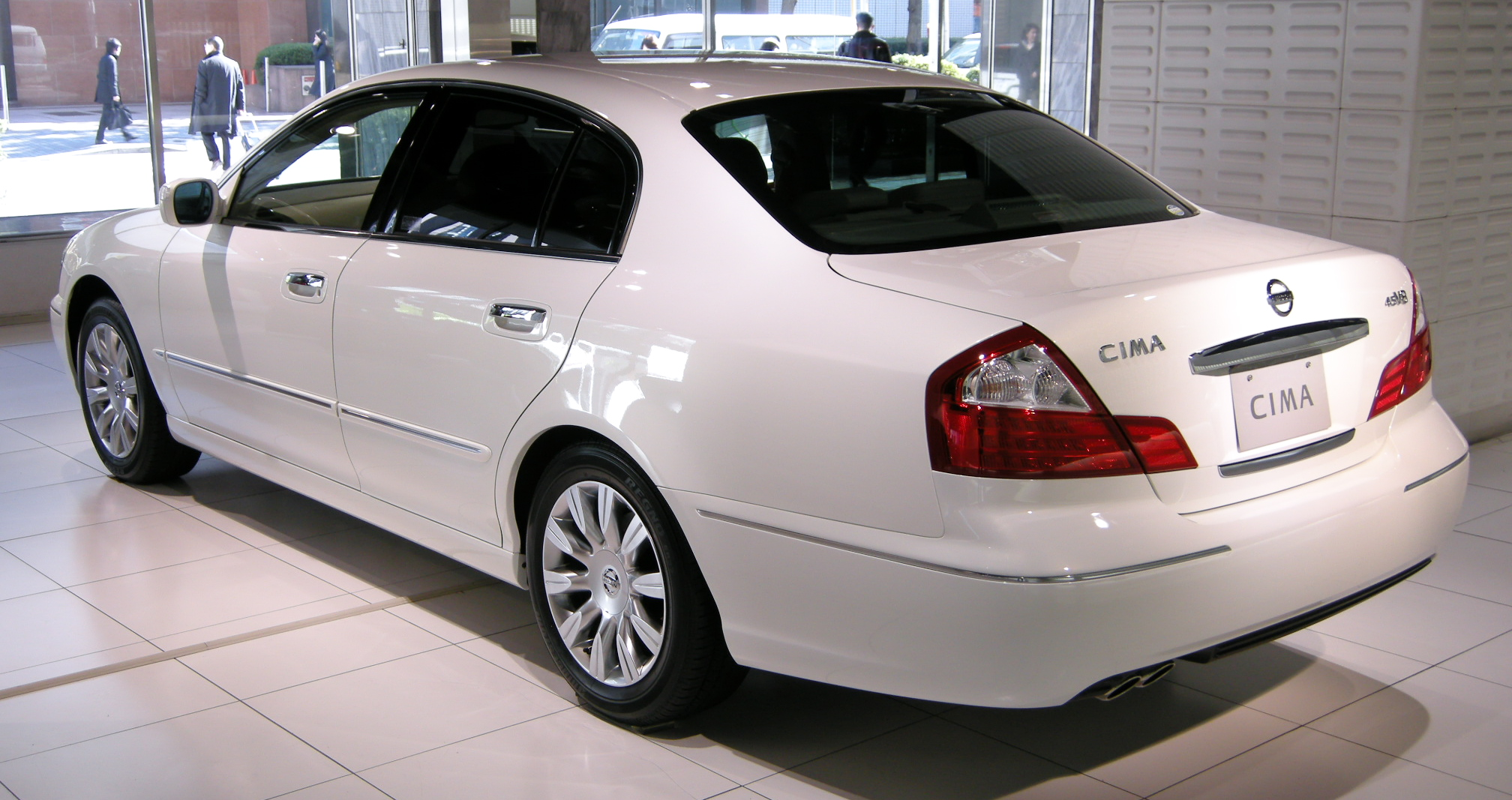
Nissan Cima F50

Im Januar 2001 stellte Nissan den Cima der vierten Generation vor. Da die neue, hochmoderne FM-Plattform des Konzerns noch nicht zur Verfügung stand, basierte der F50 auf der überarbeiteten Plattform des Vorgängermodells. Nissans neue Designrichtung zeigte sich aber deutlich am Außen- wie am Innendesign. Auffällige Besonderheit des Cima F50 sind die Scheinwerfer mit je sieben Reflektoren.
Im F50 waren wiederum zwei Motoren erhältlich, zum einen der VQ30DET-Turbo-Dreiliter-V6, zum anderen ein 4,5-Liter-V8 mit Direkteinspritzung (Typ VK45DD). Beide Maschinen leisten 209 kW (280 PS).
| Nissan Cima                                | 3.0 Turbo                                                                                         | V8                                                                                                | V8 Turbo                                                                                          |
| ------------------------------------------ | ------------------------------------------------------------------------------------------------- | ------------------------------------------------------------------------------------------------- | ------------------------------------------------------------------------------------------------- |
| Motor:                                     | 6-Zylinder-V-Motor (Viertakt) Gabelwinkel 60°                                                     | 8-Zylinder-V-Motor (Viertakt) Gabelwinkel 90°                                                     | 8-Zylinder-V-Motor (Viertakt) Gabelwinkel 90°                                                     |
| Hubraum:                                   | 2988 cm³                                                                                          | 4494 cm³                                                                                          | 4494 cm³                                                                                          |
| Bohrung × Hub:                             | 93 × 73,3 mm                                                                                      | 93 × 82,7 mm                                                                                      | 93 × 82,7 mm                                                                                      |
| Leistung bei 1/min:                        | 206 kW (280 PS) bei 6000                                                                          | 206 kW (280 PS) bei 6000                                                                          | 246 kW (335 PS) bei 6400                                                                          |
| Max. Drehmoment bei 1/min:                 | 387 Nm bei 3600                                                                                   | 451 Nm bei 3600                                                                                   | n. a.                                                                                             |
| Verdichtung:                               | 9,0:1                                                                                             | 11,0:1                                                                                            | n. a.                                                                                             |
| Gemischaufbereitung:                       | Elektronische Einspritzung, Turbolader                                                            | Elektr. Einspritzung                                                                              | Elektronische Einspritzung, Turbolader                                                            |
| Ventilsteuerung:                           | 2 × DOHC, Zahnriemen, 4 Ventile pro Zylinder                                                      | 2 × DOHC, Kette, 4 Ventile pro Zylinder                                                           | 2 × DOHC, Kette, 4 Ventile pro Zylinder                                                           |
| Kühlung:                                   | Wasserkühlung                                                                                     | Wasserkühlung                                                                                     | Wasserkühlung                                                                                     |
| Getriebe:                                  | Fünfgangautomatik Hinterradantrieb, V8 a.W. Allradantrieb                                         | Fünfgangautomatik Hinterradantrieb, V8 a.W. Allradantrieb                                         | Fünfgangautomatik Hinterradantrieb, V8 a.W. Allradantrieb                                         |
| Radaufhängung vorn:                        | Längslenker, Zugstreben, Federbeine, Schraubenfedern, Stabilisator, elektronische Dämpferregelung | Längslenker, Zugstreben, Federbeine, Schraubenfedern, Stabilisator, elektronische Dämpferregelung | Längslenker, Zugstreben, Federbeine, Schraubenfedern, Stabilisator, elektronische Dämpferregelung |
| Radaufhängung hinten:                      | Mehrlenkerachse, Schraubenfedern, Stabilisator, elektronische Dämpferregelung                     | Mehrlenkerachse, Schraubenfedern, Stabilisator, elektronische Dämpferregelung                     | Mehrlenkerachse, Schraubenfedern, Stabilisator, elektronische Dämpferregelung                     |
| Bremsen:                                   | Innenbelüftete Scheibenbremsen rundum, Bremskraftverstärker, ABS                                  | Innenbelüftete Scheibenbremsen rundum, Bremskraftverstärker, ABS                                  | Innenbelüftete Scheibenbremsen rundum, Bremskraftverstärker, ABS                                  |
| Lenkung:                                   | Zahnstangenlenkung, servounterstützt                                                              | Zahnstangenlenkung, servounterstützt                                                              | Zahnstangenlenkung, servounterstützt                                                              |
| Karosserie:                                | Stahlblech, selbsttragend, vorderer und hinterer Hilfsrahmen                                      | Stahlblech, selbsttragend, vorderer und hinterer Hilfsrahmen                                      | Stahlblech, selbsttragend, vorderer und hinterer Hilfsrahmen                                      |
| Spurweite vorn/hinten:                     | 1580/1580 mm                                                                                      | 1580/1580 mm                                                                                      | 1580/1580 mm                                                                                      |
| Radstand:                                  | 2870 mm                                                                                           | 2870 mm                                                                                           | 2870 mm                                                                                           |
| Abmessungen:                               | 4995 × 1845 × 1490 mm                                                                             | 4995 × 1845 × 1490 mm                                                                             | 4995 × 1845 × 1490 mm                                                                             |
| Leergewicht:                               | ab 1670 kg                                                                                        | 1770–1850 kg                                                                                      | 1770–1850 kg                                                                                      |
| Höchstgeschwindigkeit (Redaktionsangaben): | 230 km/h                                                                                          | 230 km/h                                                                                          | n. a.                                                                                             |
| 0–100 km/h:                                | n. a.                                                                                             | n. a.                                                                                             | n. a.                                                                                             |
| Verbrauch (Liter/100 Kilometer):           | 11,0 S                                                                                            | 12,5 S                                                                                            | n. a.                                                                                             |
| Preis (02/08):                             | n. a.                                                                                             | ¥ 5,754–7,371 Mio. entspricht € 37.400–47.900                                                     | ¥ 5,754–7,371 Mio. entspricht € 37.400–47.900                                                     |

## Nissan Cima Y51 (2012–2022)
Ab Mai 2012 bot Nissan ein neues Modell des Cima als Langversion des Nissan Fuga Hybrid an. Anstelle eines V8-Motors ist nun der 3.5L V6 VQ  mit einer Maximalleistung von 225 kW (306 PS) bei 6800 min−1 und einem maximalen Drehmoment von 350 Nm verbaut, ergänzt um den HM34-Elektromotor mit einer maximalen Leistung von 50 kW und einem maximalen Drehmoment von 270 Nm und gekoppelt an ein Doppelkupplungsgetriebe (Herstellerbezeichnung „Intelligent Dual Clutch Control“). Zwischen 2012 und 2016 wurde das Modell mittels Badge-Engineering auch als Mitsubishi Dignity produziert.